# Pelourinho do Antigo Couto de Abadim
O Pelourinho do Couto de Abadim ou Pelourinho de Abadim localiza-se na freguesia de Abadim, no município de Cabeceiras de Basto, distrito de Braga, em Portugal. Encontra-se classificado como Imóvel de Interesse Público desde 1933.